# Viva la tarde
Viva la tarde fue un programa de televisión argentino producido por Ideas del sur, emitido por C5N y conducido por Ronen Szwarc, Marcela Coronel y Guido Zaffora desde el 26 de abril de 2014. Desde el comienzo del programa hasta el 20 de abril de 2014 el conductor fue Nicolás Magaldi.
El programa era un Magazine, abarcaba diversas temáticas, como así se resaltan las entrevistas a distintos famosos locales a través de móviles. 
Comenzó a emitirse el sábado 4 de enero de 2014 en el horario de las 15:00 El programa se emitía los sábados y los domingos en vivo y terminó de emitirse el 3 de abril de 2016. 
Contó con móviles desde distintos barrios de la CABA con Guido Zaffora, desde Villa Carlos Paz con Virginia Gallardo, desde la ciudad de Mar del Plata con Belén Francese y desde Uruguay con Roberto Funes.
Los padrinos del programa fueron Marcelo Polino y Moria Casán, quien fue invitada en el último programa para despedir el ciclo.
Fue un remake del programa homónimo de 1994 emitido por América TV, que conducían Carolina Perín, Carlos Monti, Oscar Martínez, Marcela Pacheco y el primer trabajo televisivo de Beto Casella.

## Reparto
| Presentador       | Temporadas | Temporadas | Temporadas |
| Presentador       | 1          | 2          | 3          |
| ----------------- | ---------- | ---------- | ---------- |
| Nicolás Magaldi   | Conductor  |            |            |
| Marcela Coronel   | Conductora | Conductora | Conductora |
| Ronen Szwarc      | Conductor  | Conductor  | Conductor  |
| Guido Zaffora     | Reportero  | Conductor  | Conductor  |
| Virginia Gallardo | Reportera  |            |            |
| Belén Francese    | Reportera  |            |            |

## Canción principal
- Enero - febrero de 2014: "Timber" (Pitbull - Ke$ha)
- Marzo de 2014 - abril de 2016: "Stay the night" (Hayley Williams) Zedd